# Strychnos aculeata
Strychnos aculeata är en tvåhjärtbladig växtart som beskrevs av Solered.. Strychnos aculeata ingår i släktet Strychnos och familjen Loganiaceae. Inga underarter finns listade i Catalogue of Life.